# Eth
Eth ist eine französische Gemeinde im Département Nord in der Region Hauts-de-France. Sie gehört zum Arrondissement Avesnes-sur-Helpe und zum Kanton Aulnoye-Aymeries.

## Geografie
Die Gemeinde Eth liegt im Regionalen Naturpark Avesnois an der Grenze zu Belgien, acht Kilometer südöstlich von Valenciennes. Sie grenzt im Nordosten an Honnelles (Belgien), im Südosten an Bry,  im Südwesten an Wargnies-le-Grand und im Nordwesten an Sebourg.

## Bevölkerungsentwicklung
| Jahr                       | 1962 | 1968 | 1975 | 1982 | 1990 | 1999 | 2008 | 2013 | 2020 |
| Einwohner                  | 216  | 197  | 185  | 237  | 300  | 327  | 334  | 328  | 347  |
| Quellen: Cassini und INSEE |      |      |      |      |      |      |      |      |      |

## Sehenswürdigkeiten

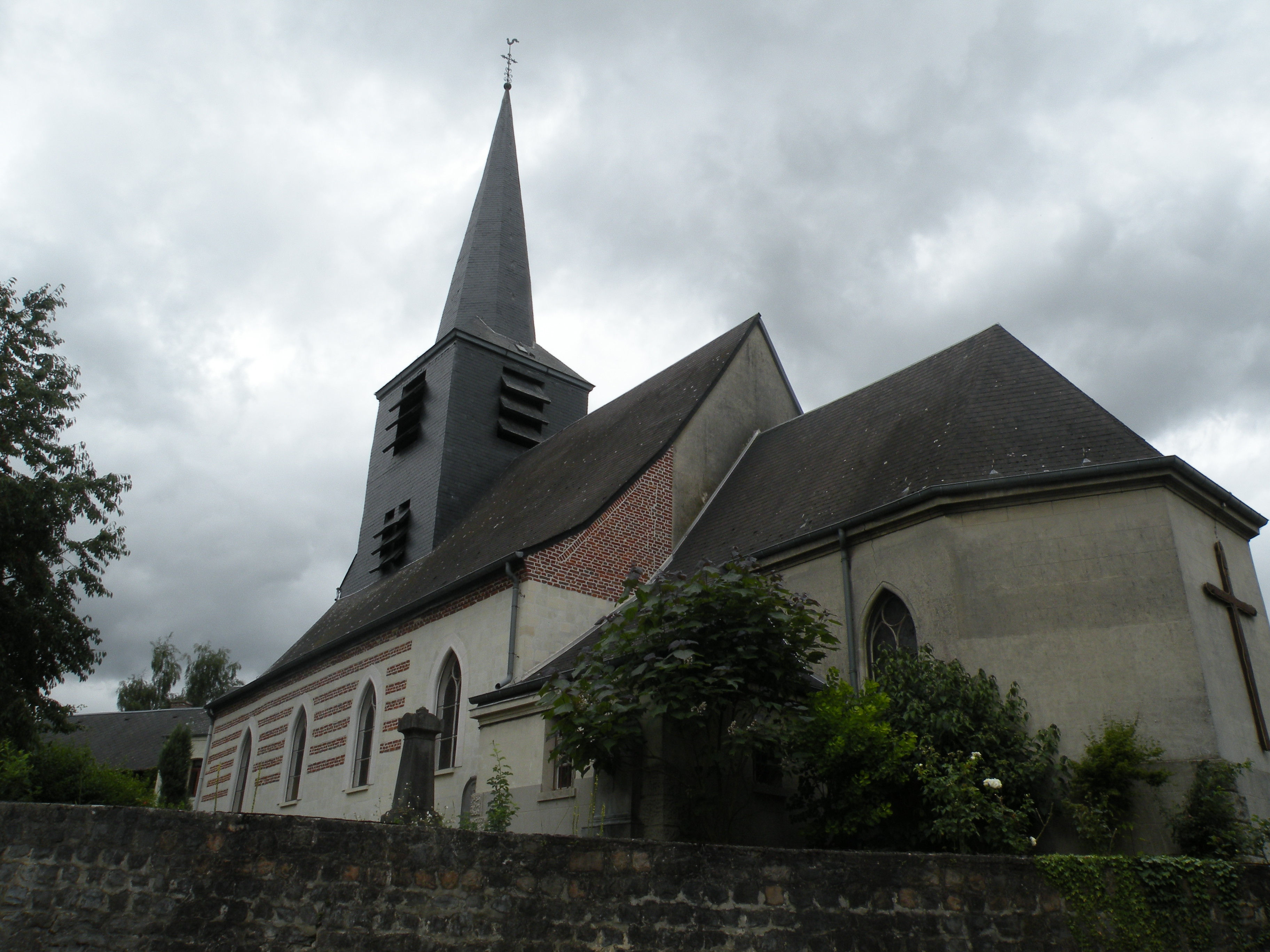
Kirche Saint-Denis
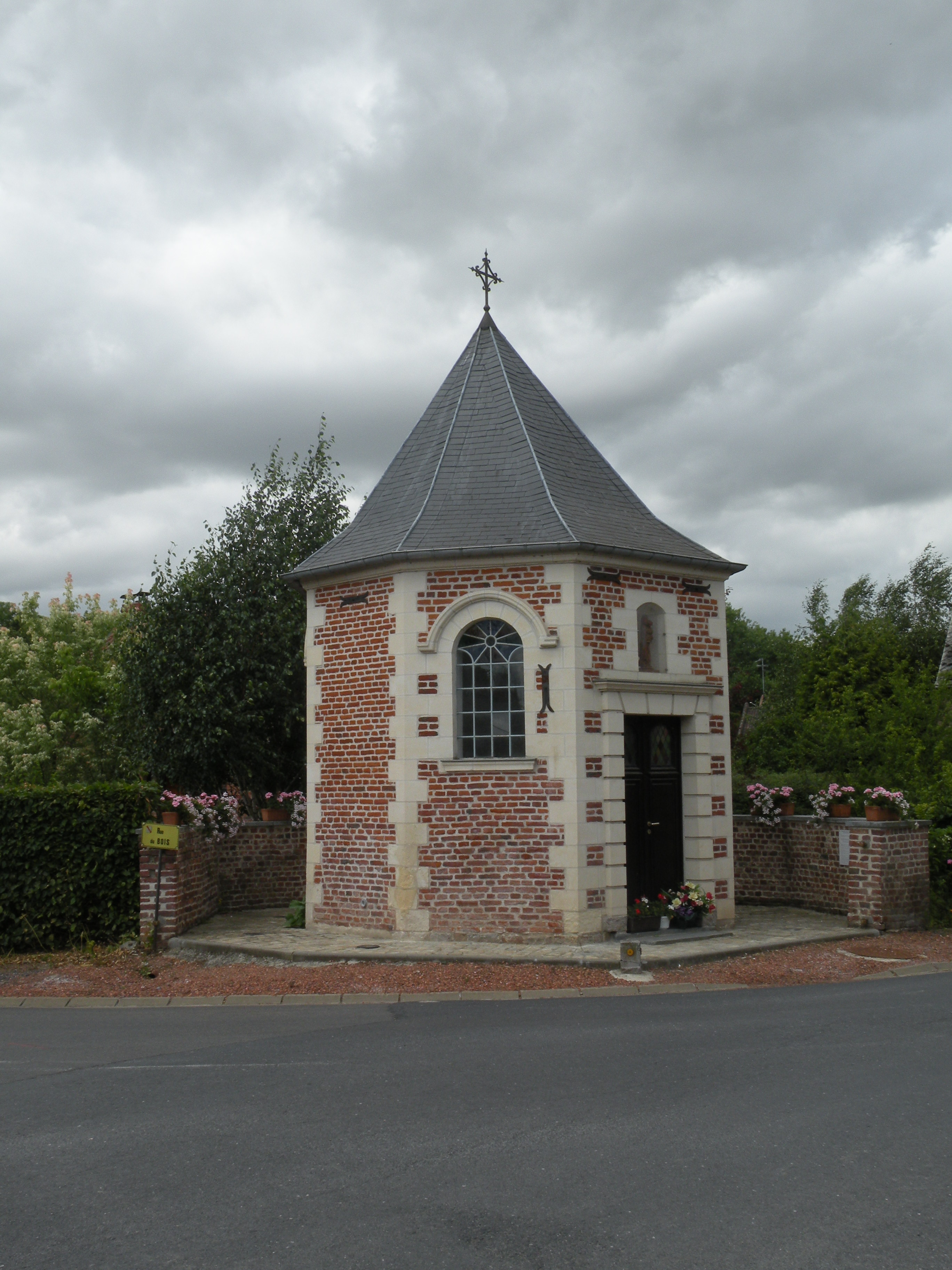
Kapelle
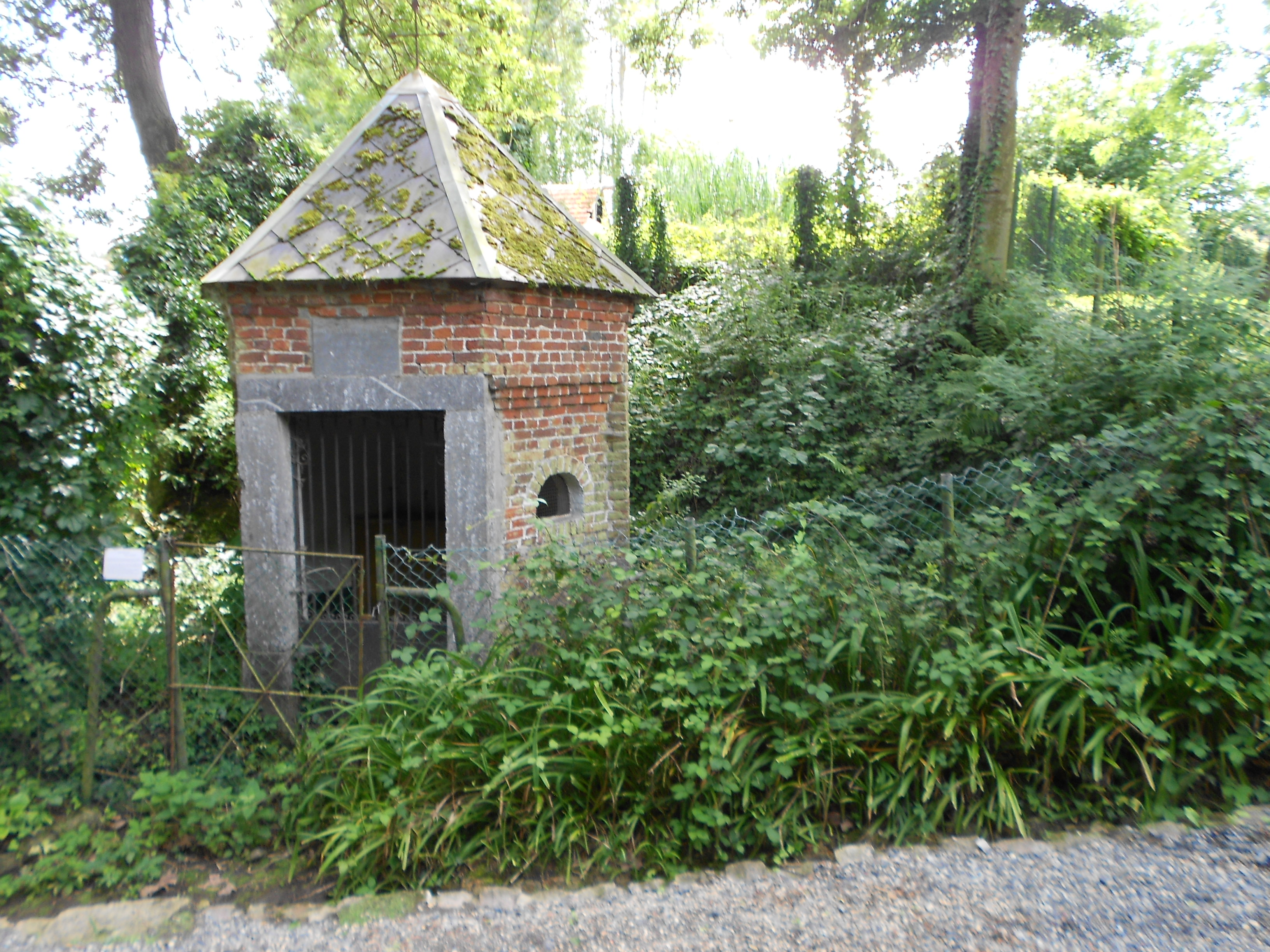
Kapelle Saint-Hubert
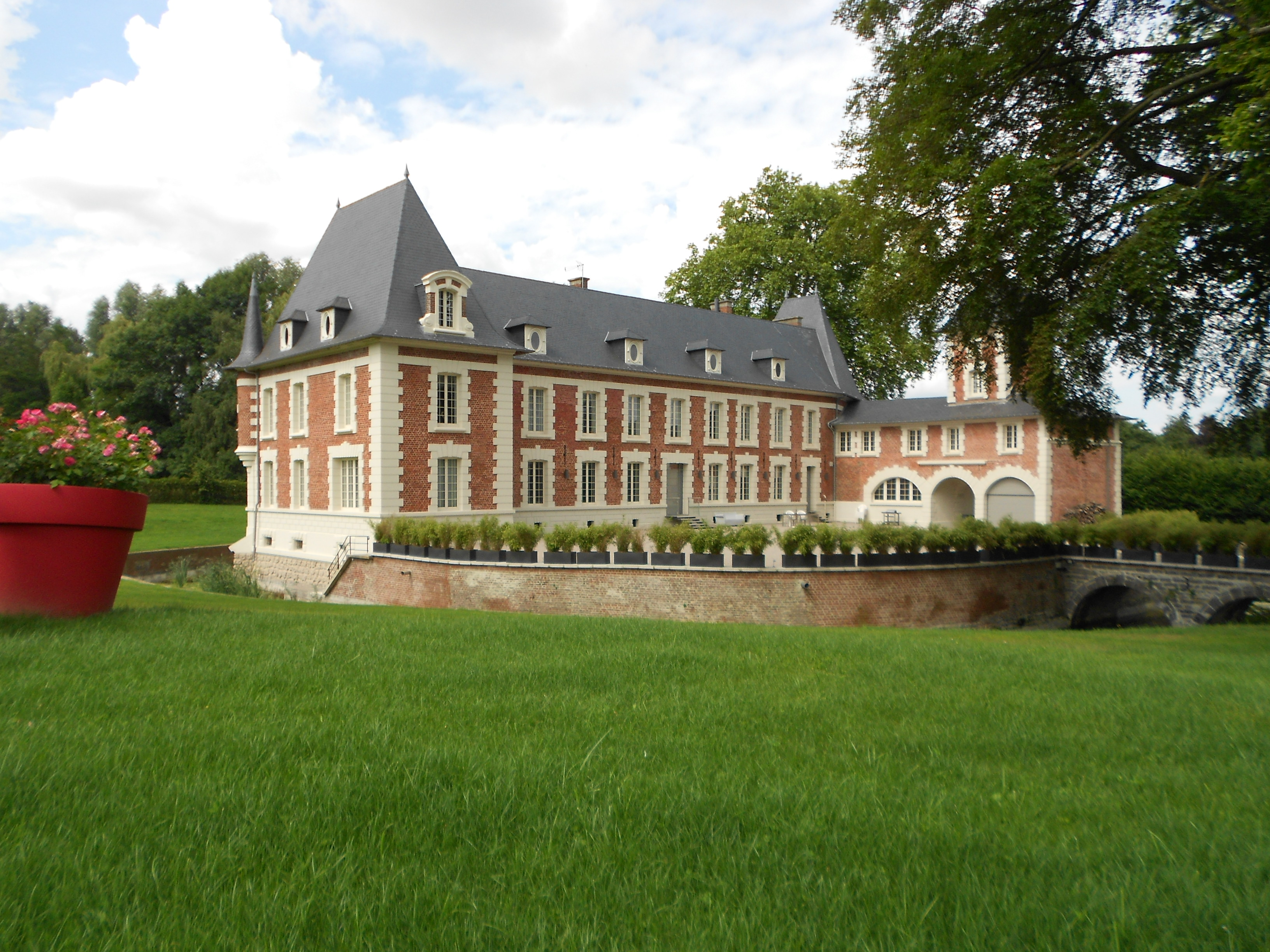
Schloss